# Leichtathletik-Weltmeisterschaften 2009/Teilnehmer (Saudi-Arabien)
| Gelbes Symbol für Goldmedaillen mit stilisierten Olympischen Ringen | Graues Symbol für Silbermedaillen mit stilisierten Olympischen Ringen | Braundes Symbol für Bronzemedaillen mit stilisierten Olympischen Ringen |
| ------------------------------------------------------------------- | --------------------------------------------------------------------- | ----------------------------------------------------------------------- |
| —                                                                   | —                                                                     | —                                                                       |

Der Leichtathletik-Verband Saudi-Arabiens stellte neun Athleten bei den Leichtathletik-Weltmeisterschaften 2009 in Berlin.

## Ergebnisse

### Männer

#### Laufdisziplinen
| Athlet                   | Disziplin | Vorlauf      | Vorlauf | Viertelfinale      | Viertelfinale      | Halbfinale         | Halbfinale         | Finale             | Finale             |
| Athlet                   | Disziplin | Zeit         | Platz   | Zeit               | Platz              | Zeit               | Platz              | Zeit               | Platz              |
| ------------------------ | --------- | ------------ | ------- | ------------------ | ------------------ | ------------------ | ------------------ | ------------------ | ------------------ |
| Hamed Hamadan al-Bishi   | 200 m     | 21,00 s      | 32      | nicht qualifiziert | nicht qualifiziert | nicht qualifiziert | nicht qualifiziert | nicht qualifiziert | nicht qualifiziert |
| Youssef Masrahi          | 400 m     | 47,03 s      | 42      |                    |                    | nicht qualifiziert | nicht qualifiziert | nicht qualifiziert | nicht qualifiziert |
| Ali al-Deraan            | 800 m     | DNS          | DNS     |                    |                    | –                  | –                  | –                  | –                  |
| Mohammed al-Salhi        | 800 m     | 1:48,43 min  | 37      |                    |                    | nicht qualifiziert | nicht qualifiziert | nicht qualifiziert | nicht qualifiziert |
| Mohammed Shaween         | 1500 m    | 3:49,03 min  | 44      |                    |                    | nicht qualifiziert | nicht qualifiziert | nicht qualifiziert | nicht qualifiziert |
| Hussain Jamaan al-Hamdah | 5000 m    | 13:44,59 min | 26      |                    |                    |                    |                    | nicht qualifiziert | nicht qualifiziert |

#### Sprung/Wurf
| Athlet                      | Disziplin   | Qualifikation | Qualifikation | Finale             | Finale             |
| Athlet                      | Disziplin   | Weite/Höhe    | Platz         | Weite/Höhe         | Platz              |
| --------------------------- | ----------- | ------------- | ------------- | ------------------ | ------------------ |
| Hussein al-Sabee            | Weitsprung  | 7,99 m        | 16            | nicht qualifiziert | nicht qualifiziert |
| Mohamed Salman al-Khuwalidi | Weitsprung  | 7,66 m SB     | 36            | nicht qualifiziert | nicht qualifiziert |
| Sultan al-Habashi           | Kugelstoßen | 20,04 m       | 12            | nicht qualifiziert | nicht qualifiziert |